# جيمس إي. هيل
جيمس إي. هيل (بالإنجليزية: James E. Hill)‏ هو ضابط أمريكي، ولد في 1 أكتوبر 1921 في ستيلووتر في الولايات المتحدة، وتوفي في 20 مايو 1999 في كولورادو سبرينغس في الولايات المتحدة.